# DuPont (Washington)
DuPont je město v okrese Pierce v americkém státě Washington. Roku 2010 mělo 8 199 obyvatel.

## Historie
Indiánský kmen Nisquallyjců přišel na zdejší území před minimálně 5 700 lety a živil se zde mořskými plody z pláží Pugetova zálivu a lososy z potoka Sequalitchew Creek. Území pak bylo zmapováno roku 1792 Georgem Vancouverem, v roce 1833 pak zde Společnost Hudsonova zálivu postavila obchodní středisko Fort Nisqually. O deset let později byla ale přemístěna na místo nacházející se proti proudu potoka od původního umístění.
První školou osady byla misionářská metodistická škola, na které se učilo mezi lety 1840 a 1842. Jejím učitelem byla Chloe A. Clark. První federálně provozované školy se osada dočkala roku 1852, v roce 1869 byla ale škola prodána místním osadníkům. V roce 1906 zde zakoupila firma DuPont 13 km² půdy, na kterých postavila továrnu na výbušniny. Z osady vyrostlo firemní město, jež neslo i název firmy, a v roce 1909 zde stálo již více než 100 domů.
Oficiálně bylo město začleněno v březnu 1912, ale poté o svůj status města přišlo. Opětovné začlenění přišlo roku 1951. Nedávno obec prošla transformací díky realizaci projektu Northwest Landing, který ji umožní růst až na více než 12 tisíc obyvatel.
Nyní město i nadále roste. Jediná základní škola ve městě, která nese jméno po Chloe A. Clark, dosáhla v roce 2007 své kapacity, což přinutilo školní okrsek Steilacoom změnit rozložení svých škol. Školy Chloe A. Clark Elementary v DuPontu a Cherrydale Primary ve Steilacoomu učí studenty do třetího ročníku, další dva ročníky pak nabízí Saltar's Point Elementary ve Steilacoomu. Okrsek dále v srpnu 2008 přemístil základní školu Pioneer Middle School, kde se vyučují ročníky druhého stupně, ze Steilacoomu do DuPontu. Nová budova této školy pak získala certifikát LEED o „zelenosti“ budovy.
DuPont se nedělí na čtvrtě, ale „vesnice“, z nichž každá má jiný design a kontraktora. Nejznámější z nich je Northwest Landing, jelikož je propagována informačními cedulemi podél dálnice Interstate 5. V centru města se stále otevírají nové podniky, ale už ne tak často jako dříve. Největší vesnicí je Hoffman Hill, a to jak rozlohou, tak počtem obyvatel, jelikož zde žije kolem 60 % populace města. Rezidenční vesnice The Historic Village je jedinou částí města, jež není moderně naplánována a rovněž se nachází na národním rejstříku historických míst. Za nejdražší vesnici je pak považován Bell Hill. Kromě rezidenčních čtvrtí se zde nachází také četné turistické stezky a pruhy zeleně. Podle městského plánu bylo už dosaženo 95 % jeho zástavní kapacity. Pět zbylých, nezastavených procent jsou území, která jsou ekonomicky oslabena nebo obsazena jinou aktivitou.

## Demografie
Podle odhadů žije v roce 2012 ve městě mezi 9 a 13 tisíci obyvateli.
V roce 2010 žilo v DuPontu 8 199 obyvatel, z nichž 69 % tvořili běloši, 10 % Asiaté a 8 % Afroameričané. 10 % obyvatelstva bylo hispánského původu. Oproti roku 2000 zaznamenala populace města 234% nárůst.